# تیم فک‌ها
تیم فک‌ها (انگلیسی: Seal Team) یک فیلم کمدی اکشن پویانمایی رایانه‌ای محصول سال ۲۰۲۱ سینمای آفریقای جنوبی به کارگردانی مشترک گریگ کامرون و کین کرودایس است که توسط استودیو انیمیشن Triggerfish تولید شده و گروه مدیریت سینما بر توزیع در سراسر جهان نظارت دارد. صداپیشگان این فیلم جی.کی. سیمونز، جسی آشر، متیو رایس، پاتریک واربرتون، کریستین شال، شارلتو کوپلی، جان کانی و دولف لاندگرن بر عهده دارند. داستان گروهی از فوک‌های کیپ خز نامتناسب را روایت می‌کند که برای مبارزه با گروهی از کوسه‌های بی‌رحم گرد هم می‌آیند.
این فیلم در ۱۳ اکتبر ۲۰۲۱ در سینماهای هلند و پس از آن در ۲۷ اکتبر در بلژیک، جمهوری چک یک روز بعد و در کشورهای عربی غرب آسیا در ۴ نوامبر اکران شد. نتفلیکس حقوق این فیلم را برای اکران در ۳۱ دسامبر ۲۰۲۱ در بسیاری از مناطق دیگر به دست آورد.

## بازخوردها
فیلم تیم فک‌ها در صدر فهرست ۱۰ نمایش برتر نتفلیکس در پنج قاره و ۲۷ کشور قرار گرفت.